# Туаґ (кратер)
Кратер Туаґ (англ. Craters Tuag) — метеоритний кратер на Європі, супутнику Юпітера.

## Характеристики
Утворився на місці падіння на поверхню супутника Європа космічного метеорита, якого притягнув у свою орбіту масивний Юпітер. Внаслідок чого сформувався ударний кратер з діаметром 15,2 кілометра. Центр кратера розташовано за координатами 59.92° пн. ш., та 172.36° зх. д.
Вперше про льодовий кратер довідалися в 2006 році, після дослідження поверхні супутника телескопами з Землі. Названий за іменем Туаґ, богині світанку в кельтській міфології.